# Tvetand
Tvetand (Lamium) er udbredt i Europa og Asien med omkring 25 arter. Det er énårige eller flerårige urter, som er beklædt med kegleformede hår og små kirtler. Stænglerne er firkantede i tværsnit, og de bærer bladene modsat stillet. Bladene er bredt ægformede til hjerteformede med groft takket rand. Bladribberne danner et netværk, og begge bladsider er behårede. Blomsterne er samlet i kransagtige stande, som sidder ved bladhjørnerne. De enkelte blomster er 5-tallige og uregelmæssige med kronblade i hvidt, rosa eller purpurrød. Frugterne er trekantede delfrugter, som bærer myrelegemer.
| Beskrevne arter |

- Døvnælde (Lamium album)
- Liden tvetand (Lamium amplexicaule)
- Nyrebladet tvetand (Lamium confertum)
- Almindelig guldnælde (Lamium galeobdolon)[2]
- Plettet tvetand (Lamium maculatum)
- Rød tvetand (Lamium purpureum)
  - Fliget tvetand (Lamium purpureum var. purpureum)

| Andre arter |

- Lamium moschatum